# Miramichi
Miramichi – miasto w Kanadzie, na wschodzie prowincji Nowy Brunszwik, w hrabstwie Northumberland, u ujścia rzeki Miramichi do Zatoki Świętego Wawrzyńca. Miramichi zostało utworzone w 1995 roku poprzez połączenie pięciu mniejszych miast: Newcastle, Chatham, Douglastown, Loggieville i Nelson.
Liczba mieszkańców Miramichi wynosi 18 129. Język angielski jest językiem ojczystym dla 89,3%, francuski dla 8,2% mieszkańców (2006).

## Miasto partnerskie
- Monaghan, Irlandia